# Muselmann

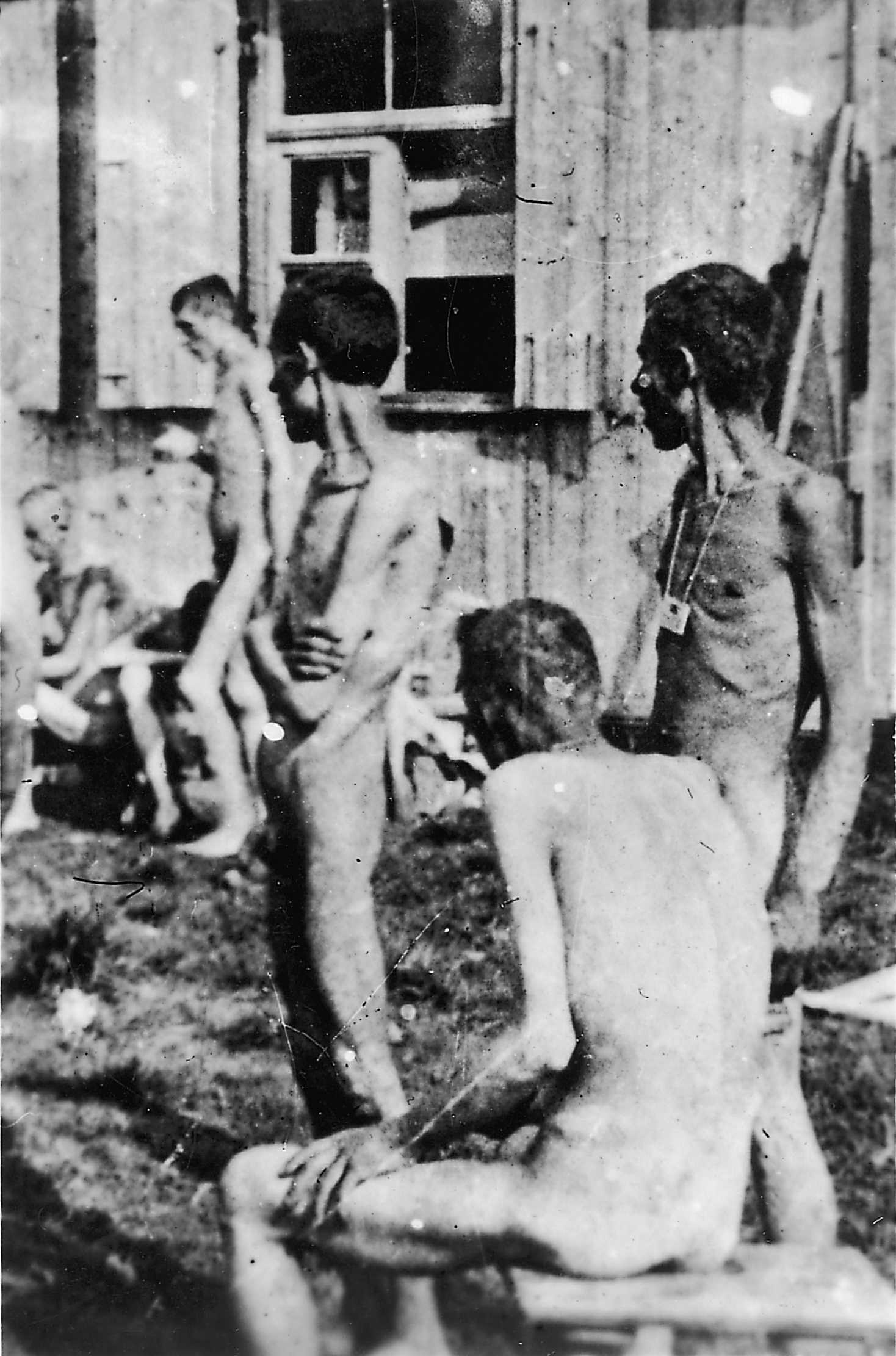
Fångar i Buchenwalds koncentrationsläger efter befrielsen den 16 april 1945.

Muselmann (pluralis: Muselmänner) var ett slangord som användes av Nazitysklands fångar i koncentrationslägren under Förintelsen under andra världskriget. Termen nyttjades för att referera till de fångar som led av en kombination av svält och utmattning, såväl som till dem som var apatiska beträffande sin stundande död. Vissa akademiker har argumenterat för att muselmänners oförmåga att stå i längre perioder kan tänkas bero på att de tappat väsentliga mängder benmuskulatur, vilket kunde tänkas leda till att de tillbringade mycket tid på huk.